# Maíra (mitologia)
Mahyra, Maíra, ou Maire é um título e não necessariamente um nome próprio, mas nesse caso se refere especificamente a um personagem da mitologia tupi-guarani, que representa o herói mítico ou grande ancestral, pai dos gêmeos Korahi e Sahi (o sol e a lua). Estes que completam o trabalho de separação da natureza e da cultura, iniciados por Mahyra, o herói civilizador por excelência, pois ele quem roubou o fogo do urubu e o deu aos homens. 
Teria sido um profeta, sucessor de Mairumûana (o "Maire de Monan") ou Maíra-humane (literalmente, "o antigo Maíra": Maíra + umûan, "antigo" + a, sufixo). Os índigenas tupis do litoral brasileiro do século XVI associaram este ser mitológico aos homens brancos e, em especial, aos navegadores franceses, passando a chamá-los de "mair".
Inicialmente, os tupinambás consideravam-se filhos do herói mítico ou grande ancestral Maíra. E chamavam o território tupinambá no período pré-cabraliano (atuais estados brasileiros do Amapá, Pará e, Maranhão) pelo topônimo "Mairi"; termo com origem no nheengatu, que inicialmente significaria o "território de Maíra" ou "terra dos filhos de Maíra".